# Górna Wieś (województwo mazowieckie)
Górna Wieś – wieś w Polsce położona w województwie mazowieckim, w powiecie warszawskim zachodnim, w gminie Błonie. Ma status sołectwa.
Wieś duchowna Nagórna Wieś położona była w drugiej połowie XVI wieku w powiecie błońskim ziemi warszawskiej województwa mazowieckiego. W latach 1975–1998 miejscowość administracyjnie należała do województwa warszawskiego.